# Carcharodon
Carcharodon is een geslacht van kraakbeenvissen uit de familie Lamnidae (Haringhaaien).

## Soorten
- Carcharodon carcharias (Linnaeus, 1758) – Witte haai
- † Carcharodon megalodon Agassiz, 1843 – Megalodon